# Home (пісня Кобі Марімі)
«Home» (укр. Дім) — пісня ізраїльського співака Кобі Марімі, що представляв Ізраїль на пісенному конкурсі Євробачення 2019 року в Тель-Авіві. Пісня вийшла 10 березня 2019 року.

## Національний відбір
Пісню «Home» було обрано приблизно з 200 пісень, які були надіслані до KAN. Кількість композицій для відбору виявилася на 30 % більше, аніж у попередні роки. Суспільний мовник повідомив, що для Марімі були записані декілька фінальних пісень, найкраща з яких була обрана суддівською командою з шести осіб.

## Євробачення
У зв'язку з тим, що Ізраїль став країною-господаркою конкурсу після перемоги на Євробаченні у 2018 році, учасник від країни Кобі Марімі отримав право виступати відразу у фіналі без попередньої участі у півфіналах конкурсу. На Пісенному конкурсі Євробачення 2019 Ізраїль з піснею «Home» виступив під 14 номером. Пісня посіла 23 місце з 26 можливих у фіналі, отримавши 35 балів.

## Чарти
| Чарт         | Країна | Рік  | Найвища позиція |
| ------------ | ------ | ---- | --------------- |
| Media Forest | ISR    | 2019 | 2               |